# Pannonia Kincse
Pannonia Kincse (zkratka PK) je středně pozdní stolní odrůda révy vinné (Vitis vinifera), vyšlechtěná roku 1942 v Maďarsku křížením dalších dvou maďarských kříženců Královna vinic (Königin der Weingärten) × Cegléd Szépe.
Královna vinic (Königin der Weingärten) je raná stolní, výjimečně též moštová odrůda révy vinné (Vitis vinifera), kterou vyšlechtil roku 1916 v Maďarsku Mathiász János křížením dalších dvou maďarských kříženců, odrůd Erzsébet Királyné Emléke × Čabaňská perla. Katalog VIVC chybně udává jako mateční odrůdu Dattier de Beyrouth (Affus Ali). Jedná se o úspěšné novokřížení, odrůdu, vysazenou roku 2000 na cca 9.000 ha v mnoha státech celého světa, často pěstovanou i malopěstiteli v zahradách. Od roku 1923 se rozšířila jako stolní odrůda i do ČR. Je často používána šlechtiteli při křížení nových odrůd.
Cegléd Szépe, v překladu z maďarštiny „kráska z Cegledu“, je středně pozdní stolní odrůda révy vinné (Vitis vinifera), kterou vyšlechtil roku 1903 v Maďarsku Mathiász János křížením odrůd Chasselas croquant × Chasselas violet. V roce 1978 byla v Maďarsku registrována.

## Popis
Réva vinná (Vitis vinifera) odrůda Pannonia Kincse je jednodomá dřevitá pnoucí liána, dorůstající v kultuře až několika metrů. Kmen tloušťky až několik centimetrů je pokryt světlou borkou, která se loupe v pruzích. Úponky révy umožňují této rostlině pnout se po pevných předmětech. Růst je středně bujný až bujný s polovzpřímenými letorosty.
List je středně velký až velký, pentagonální, pětilaločnatý se středně hlubokými až hlubokými horními bočními výkroji a středně hlubokými dolními bočními výkroji, které mají většinou oblé dno. Na líci je list hladký až slabě puchýřnatý, na rubu hladký, řapíkový výkroj je široce otevřený až otevřený, lyrovitý až šípovitý, u báze stopky ostrý. Řapík je středně dlouhý.
Oboupohlavní, pětičetné květy v hroznovitých květenstvích jsou žlutozelené, samosprašné. Plodem jsou oválné až eliptické bobule zelenožluté barvy, které mají silnější slupku, srostlou s tužší, chruplavou a masitou dužinu příjemné, sladké, neutrální chuti s harmonickým poměrem kyselin. V chladnějších letech bývá chuť řepovitá. Hrozen je velký (180–260 mm, 490 g), válcovitě kuželovitý, s dvěma křidélky, poměrně hustý až řidší, se středně dlouhou stopkou. Semeno je velké, hruškovité s dlouhým zobáčkem.

## Původ
Pannonia Kincse je stolní odrůda révy vinné (Vitis vinifera), kterou roku 1942 v Maďarsku vyšlechtil Ferenc Póczik. Do Státní odrůdové knihy České republiky byla odrůda zapsána roku 1980. Od téhož roku je zapsána v Listině registrovaných odrůd na Slovensku, kde je poměrně hojně pěstována. Roku 2010 byla odrůda vysazena v České republice na cca 11 hektarech, průměrné stáří vinic činilo 25 let. Udržovateli odrůdy v ČR jsou AMPELOS – Šlechtitelská stanice vinařská Znojmo, Šlechtitelská stanice vinařská Polešovice a ŠSV Velké Pavlovice.

## Název
Název odrůdy v překladu z maďarštiny zní „poklad Panonie“. Další, lokálně používaná synonyma jsou : Banat Kincse, Keszi ropogós, Pannonia, Pannonia Gold (Austrálie, Rakousko, Kanada), Panonia Kincse, Panonia Kintche, Panónia, Panonija Kintch (Bulharsko), Poczik 2, Poklad Panónie, Schatz von Pannonia (Německo), Skarb Pannonii (Polsko).

## Pěstování
Odrůda začíná velmi brzy plodit, plodnost je v Česku 8–11 t/ha, z toho tržní 6–8 t/ha, v lepších vinařských polohách je velmi vysoká, až 25 t/ha. Vytváří velké množství zálistkových hroznů, které dozrávají 2–3 týdny po hlavní sklizni a v příznivých letech tvoří 30–40 % podílu z hlavní sklizně. Proti poškození jarními i zimními mrazy je méně odolná. Při špatném vyzrání réví (ovlivněno zatížením keře a teplotními podmínkami daného ročníku), bývá při následující tužší zimě silně poškozena mrazy. Podnože volíme dle půdního typu a velikosti tvaru keře, vyhovují T 5C, Cr 2, nedoporučuje se K 5BB. Doporučováno je vysoké vedení s řezem na tažně, zatížení cca 6 až 8 oček na m². Redukce úrody zvyšuje tržní kvalitu hroznů. Pokud dřevo dobře vyzraje a není poškozeno mrazem, jsou výnosy vyšší. Cukernatost se pohybuje v rozmezí 13–15 °NM při aciditě 5–6 g/l.

### Fenologie
Doba rašení oček je raná, zaměkání bobulí začíná koncem července až začátkem srpna, sklízí se od konce srpna, v Česku spíše až do druhého týdne září.

### Choroby a škůdci
Proti napadení plísní révovou (Plasmopara viticola) a padlím révovým (Uncinula necator) je odrůda méně odolná, proti napadení plísní šedou (Botrytis cinerea) je středně odolná.

### Poloha a půdy
Vyžaduje chráněné, teplé polohy a lehčí, záhřevné půdy s možností závlahy. V úrodných půdách sprchává.

## Tržní hodnota
Stolní odrůda se středním až vysokým výnosem, vhodná k pěstování v nejlepších polohách či ve skleníkách, kde mají hrozny lepší kvalitu. Hrozny dobře snášejí transport a skladování. Odrůda se dá použít i k výrobě vína, které je dobré jakosti, jemné vůně a mírně kořenité chuti.